# 皮德拉 (亞利桑那州)
皮德拉（英語：Piedra）是位於美國亞利桑那州馬里科帕縣的一個非建制地區。該地的面積和人口皆未知。

## 地理
皮德拉的座標為32°54′17″N 112°59′08″W / 32.90472°N 112.98556°W，而該地的平均海拔高度為221米（即725英尺）。